# Phloeoxena signata
Phloeoxena signata är en skalbaggsart som beskrevs av Pierre François Marie Auguste Dejean. Phloeoxena signata ingår i släktet Phloeoxena och familjen jordlöpare. Inga underarter finns listade i Catalogue of Life.